# Saddle River
Saddle River és una població dels Estats Units a l'estat de Nova Jersey. Segons el cens del 2008 tenia 3.793 habitants.

## Demografia
Segons el cens del 2000, Saddle River tenia 3.201 habitants, 1.118 habitatges, i 926 famílies. La densitat de població era de 248,2 habitants/km².
Dels 1.118 habitatges en un 31,7% hi vivien nens de menys de 18 anys, en un 76,6% hi vivien parelles casades, en un 3,8% dones solteres, i en un 17,1% no eren unitats familiars. En el 14,2% dels habitatges hi vivien persones soles el 8,5% de les quals corresponia a persones de 65 anys o més que vivien soles. El nombre mitjà de persones vivint en cada habitatge era de 2,77 i el nombre mitjà de persones que vivien en cada família era de 3,05.
Per edats la població es repartia de la següent manera: un 22,5% tenia menys de 18 anys, un 4,7% entre 18 i 24, un 19,5% entre 25 i 44, un 32,9% de 45 a 60 i un 20,4% 65 anys o més.
L'edat mediana era de 47 anys. Per cada 100 dones de 18 o més anys hi havia 93 homes.
La renda mediana per habitatge era de 134.289 $ i la renda mediana per família de 152.169 $. Els homes tenien una renda mediana de 100.000 $ mentre que les dones 61.458 $. La renda per capita de la població era de 85.934 $. Aproximadament el 2,8% de les famílies i el 3,6% de la població estaven per davall del llindar de pobresa.

## Poblacions més properes
El següent diagrama mostra les poblacions més properes.